# Petit Bargy
Le Petit Bargy est un sommet de la chaîne du Bargy avec 2 098 mètres d'altitude, dans le département de la Haute-Savoie, en région Auvergne-Rhône-Alpes.

## Géographie

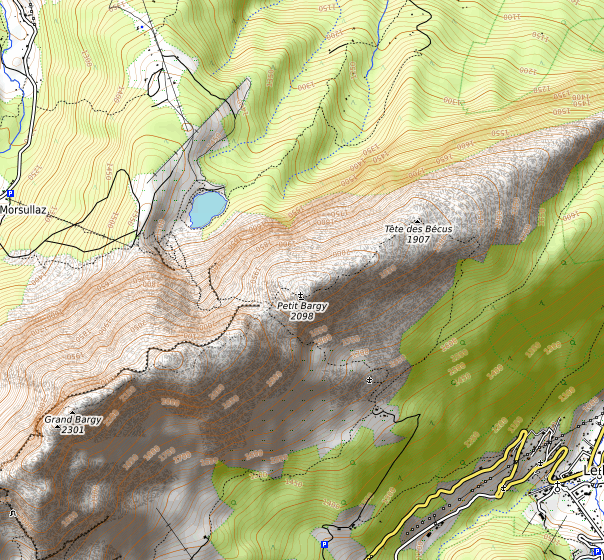
Carte topographique.

Le Petit Bargy est situé dans la moitié nord-est de la chaîne du Bargy, au-dessus de la station de sports d'hiver de Morsulaz et du lac Bénit sur la commune de Mont-Saxonnex au nord-ouest et du village du Reposoir au sud-est. Le sommet est entouré du Grand Bargy au sud-ouest dont il est séparé par le col d'Encrenaz et de la tête des Bécus au nord-est. Constitué d'un anticlinal de calcaire urgonien, il forme une croupe allongée, entaillée par l'érosion à son extrémité sud-ouest qui a formé le col d'Encrenaz.
Le sommet du Petit Bargy est accessible en randonnée par un sentier partant du col d'Encrenaz qui est lui accessible depuis le nord-ouest via le lac Bénit ou le sud-est depuis les hauteurs du village du Reposoir.

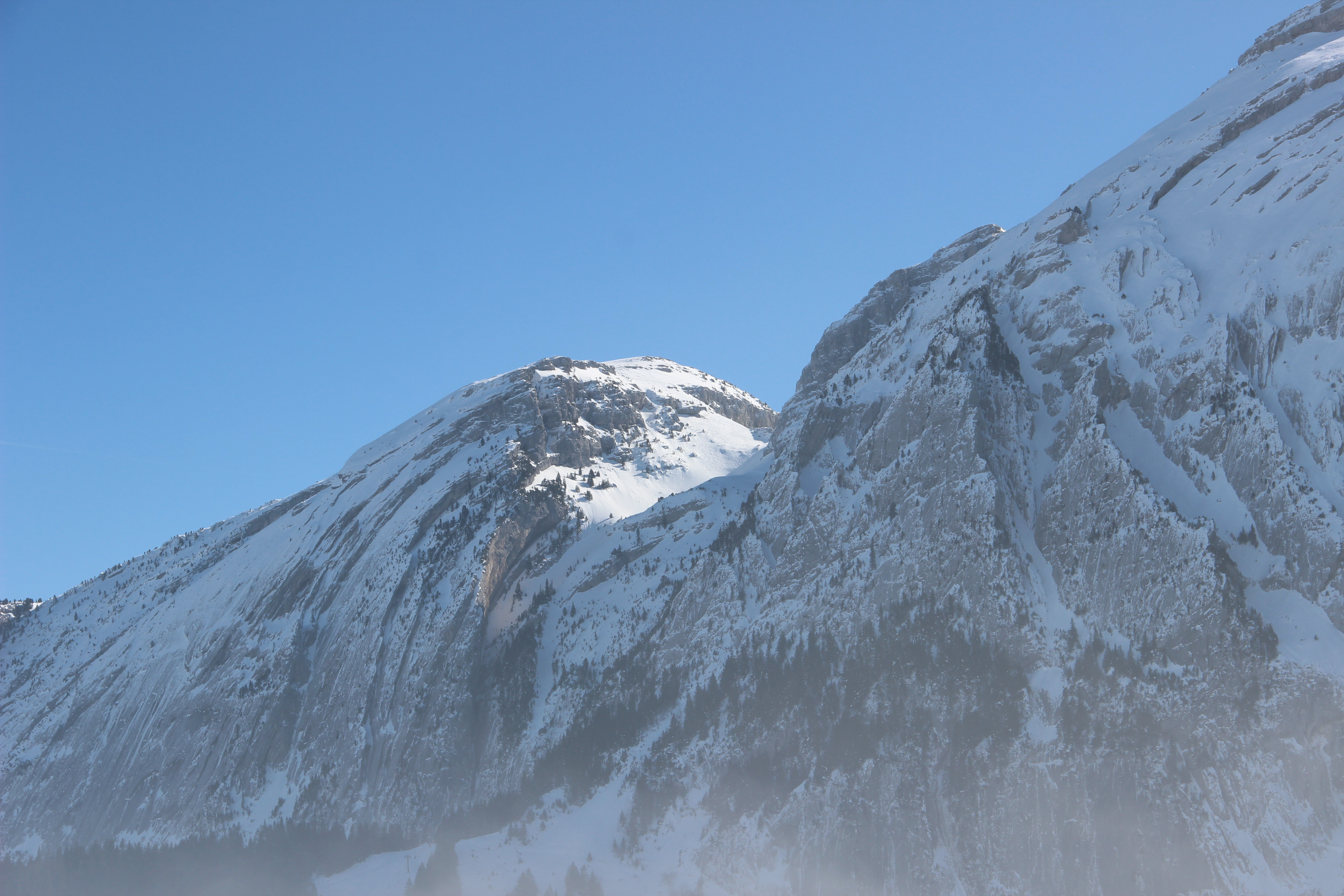
Le Petit Bargy vu depuis le nord-ouest.